# 竹上萌奈
竹上 萌奈（たけがみ もえな、1992年8月29日 - ）は、関西テレビのアナウンサー。

## 来歴
群馬県高崎市出身。高校生の時には放送部で活動。慶應義塾大学在学中の2013年には、ミス日本ネイチャーに選ばれた。また、アナウンサーを志していたことから、一時はBS朝日でキャスターを務めていた。
大学卒業後の2015年4月に、アナウンサーとして関西テレビへ入社。同期入社のアナウンサーに竹﨑由佳（2017年6月1日付でテレビ東京へ移籍）。
2015年7月20日の『ごきげんライフスタイル よ〜いドン!』で番組デビューを果たす と、同年10月24日から半年間にわたって、自身初の冠番組『もえ❤ゆかの○○を“超えろ”!』を竹﨑と共に担当していた。
2016年3月からは、『にじいろジーン』（関西テレビ制作・フジテレビ系列全国ネットの生放送番組）で、生中継のリポーターを2020年3月の番組終了まで担当。同年4月3日から2017年3月26日までは、第1子の産前産後休暇に入った杉崎美香に代わって、『KEIBA BEAT』（関西テレビを中心に西日本エリアのフジテレビ系列局で放送する競馬中継）のアシスタントを務めた。関西テレビ制作日曜午後の競馬番組にレギュラーで出演する同局の女性アナウンサーは、竹上が初めてである。なお、杉崎がアシスタントへ復帰した2017年4月2日以降の放送にも、パドックリポーターとしてレギュラー出演を継続。その一方で、『みんなのニュース 報道ランナー』（同年4月改編から平日の夕方で放送を開始したローカル報道・情報番組。なお、2018年4月からは『報道ランナー』）の月 - 水曜日にスポーツキャスターを務めている。2019年4月からは、『報道ランナー』のスポーツキャスターを火・水曜日で続ける一方で、金曜日のみサブキャスターを担当する。

## 人物
- 座右の銘は「雨が降るから虹が出る」。
- 絶対音感の持ち主[9] で、ピアノとエレキギターの演奏を得意にしている[1]。エレキギターについては、大学受験の勉強中にラジオ番組で偶然耳にした「Tic Tac」（布袋寅泰の楽曲）に衝撃を受けたことから、大学への入学を機に練習を開始[10]。在学中は、渋谷のライブハウスで演奏するなど、バンドサークルのメンバーとして活動していた。関西テレビへの入社後は、布袋へのインタビュー[9] など、「ギターアナ」として活動することを目標に挙げている[1]。
- 幼少期には一時、過食症と拒食症に悩まされた時期があったという。
- 高校生の頃に入部していた放送部の活動の一環でドラマの脚本を執筆。関西テレビへの入社後にも、「カンテレアナウンサー朗読会」向けの脚本を手掛けている。2020年2月24日の未明（23日の深夜）に放送された『カンテレアナウンサー　真冬の挑戦』（アナウンス職での入社内定者を含む関西テレビアナウンサー総出演の特別番組）では、「アナウンサーだけが出演するミニドラマの脚本・撮影監督・主演を1人でこなす」という「アナウンス局長」（架空の役職）・カンニング竹山からのミッションを受けて、『雨のちヒーロー』（自身と川島壮雄の主演によるオリジナルドラマ）を実際に作り上げた[11]。
- 勤務する関西テレビはテレビ単営局だが、2021年度にはラジオ大阪（関西テレビと同じフジサンケイグループのラジオ単営局）の『カンテら!』（毎週火・水曜日の未明に放送の事前収録番組）でパーソナリティーを随時担当。担当する回では、「あな・どら」（共演するアナウンサーを主役に据えるか、自身が複数の役柄を朗読で演じ分けるラジオドラマ）の脚本も手掛けていた。
- アシスタントとしてレギュラー出演している『千原ジュニアの座王』（関西テレビ）では、意欲的に大喜利に挑戦。2025年5月11日には本選出場を目指すため、単独ライブ「竹上萌奈の座王修行」を開催（会場：大阪・梅田Lateral）。同年6月20日に放送された「座王」ではついに本選出場を果たし、5勝した末に初座王を獲得した[12]。

## 出演番組

### 現在
- カンテレNEWS（日曜深夜〜月曜早朝の宿直勤務を担当）
- 千原ジュニアの座王（2018年7月 - ）
- ごきげんライフスタイル よ〜いドン!（火曜日の天気予報を担当）
- Live News イット!（関西ローカルパート、土曜日担当）
- FNN Live News days　(関西ローカルパート、火曜、土曜担当)
- newsランナー（2023年4月3日 - 、月・水曜→月曜～水曜情報キャスター）

### 過去
- もえ❤ゆかの○○を“超えろ”!（2015年10月24日 - 2016年3月）
  - 2015年11月14日までと2016年1月23日以降は毎週土曜日17:25 - 17:30、2015年11月18日から2016年1月13日までは毎週水曜日25:20 - 25:25（木曜日1:20 - 1:25）に放送[6]。
- ゆうがたLIVE ワンダー - 竹﨑と共に、2015年10月から2016年3月まで「イマ知り!」のリポーターを担当。
- にじいろジーン（生中継リポーター：2016年3月 - 2020年3月）
- KEIBA BEAT[7]（カンテレ制作分アシスタント司会：2016年4月3日 - 2017年3月26日、パドックリポート：2017年4月2日 - 2022年3月13日）
- 報道ランナー
  - 月 - 水曜スポーツキャスター（2017年4月3日 - 2019年3月27日）
  - 火・水曜スポーツキャスター（2019年4月2日 - 2021年3月24日）
  - 金曜サブキャスター（2019年4月5日 - 2021年3月26日）
  - 木・金曜サブキャスター（2021年4月1日 - 2023年3月31日）
- カンテら!（ラジオ大阪） - 「ラジオパーソナリティ」として出演するかたわら、『あな・どら』向けの脚本を執筆。